# Gregorio del Pilar
Gregorio del Pilar (Bayan ng Gregorio Del Pilar) är en kommun i Filippinerna. Kommunen ligger på ön Luzon, och tillhör provinsen Södra Ilocos. Folkmängden uppgår till 4 134 invånare.
Gregorio del Pilar är indelat i 7 barangayer.